# Рагби
Рагби или рагби фудбал (енгл. rugby football, често само rugby) је екипни спорт са овалном лоптом, који се развио од верзије фудбала игране у школи Рагби из истоименог града у Уједињеном Краљевству и један је од најпопуларнијих светских спортова, о чему довољно говори податак, да је светско првенство у рагбију, друго најгледаније светско првенство, после светског првенства у фудбалу. Две главне верзије рагбија су: рагби унија (рагби 15) и рагби лига (рагби 13), као и верзије са мање играча — рагби седам и рагби десет по правилима рагбија 15, рагби лига 9 и рагби лига 7 по правилима рагбија 13. Постоји и рагби на песку, рагби на снегу као и тач рагби.
Од 1900. до 1924. рагби унија је био укључен у званичан програм Олимпијских игара. МОК је на 121. заседању 2009. у Копенхагену одлучио да уврсти рагби 7, верзију рагбија са 7 играча по правилима рагби уније, у програм на Летњим олимпијским играма 2016. у Рио де Жанеиру.

## Форме
Након раздвајања из 1895. године у рагби фудбалу, две форме Рагби лига и Рагби унија једино су се административно разликовале. Ускоро су правила рагби лиге модификована, што је довело до две дистинктне форме рагбија. Након 100 година, 1995. године Рагби унија се придружила рагби лиги и већини других форми фудбала као отворено професионални спорт.

## Историја
Грци и Римљани су знали да играју многе игре лоптом, у неким од којих су се користила стопала. Сматра се да је римска игра harpastum била адаптација грчке тимске игре познате као „ἐπίσκυρος“ (Episkyros) или „φαινίνδα“ (phaininda), коју помиње грчки драмски писац, Антифанес (388–311. п. н. е.), а касније је помиње и хришћански теолог Климент Александријски (c.150-c.215). Верује се да су ове игре наликовале рагби фудболу. Римски политичар Цицерон (106–42. п. н. е.) је описао случај човека који је био убијен док се бријао кад је лопта шутнута у берберницу. Римске игре лоптом су већ познавале лопту напуњену ваздухом, . Фифа признаје Episkyros као једну рану форму фудбала.
Историјски гледано, званично се почетак рагби спорта временски везује за 1823. годину. Градић Рагби у грофовији Ворикшир у Средњој Енглеској, у то време (Викторијанско доба) је био познат по врло јакој школи – колеџу. Поред добијања академских звања, у тој школи су се код младих развијале и различите спортске активности. Многи родитељи који су желели да своју децу што више образују, слали су их управо у ту школу. Један од ђака те школе био је и Вилијам Веб Елис. Његово име је ушло у историју рагби спорта, као покретача-оснивача модерног рагби спорта.
Вилијам Веб Елис је рођен у Салфорду - Манчестер 24. новембра 1806. године. Пошто му је отац рано умро, мајка га шаље 1816. у градић Рагби да тамо заврши школу. У јесен 1823. за време спортских активности, у једној игри са лоптом, узео је лопту у своје руке и потрчао ка противничкој линији поентирања.
Елемент игре, у којој се трчи и носи лопта у рукама, и где се поентирање остварује спуштањем лопте на терен, у оивиченом простору био је сасвим нов. У то време лопта је смела само да се гура, било ногама, било рукама, али није смела да се носи. То што је Елис узео лопту у руке није ни најмање збунило његове противнике, него су га обарањем покушали да зауставе. Енглеска конзервативна публика је прихватила ову новост, и тог момента се може рећи да је започета историја рагбија. Елис је умро 1872. Његов гроб, скоро је откривен на гробљу у Ментону, јужна Француска.
Колико је колеџ у градићу Рагбију значио уопште за образовање у Енглеској у то доба, говори и податак да је један од највећих реформатора школства у Енглеској Томас Арнолд био управник те школе. На прво место је стављао моралне принципе и хришћанске вредности, на друго место је ставио џентлменско спровођење свих активности, на треће интелектуалне способности а на четврто развијање мускулатуре. Основи таквог приступа уткани су у саме основе рагби спорта.
Прво удружење рагби клубова основано је 1871. у Лондону у ресторану Pall Mall и звало се Рагби фудбалска унија. Реч фудбал је остала у називу јер се од 1863. до 1871. рагби развијао под окриљем фудбалске асоцијације. РФУ је обухватало 21 клуб из Енглеске од којих већина и данас постоји. Од самог оснивања удружење је форсирало аматерске принципе. Прва међународна утакмица одиграна је 27. марта 1871. у Единбургу између Шкотске и Енглеске. Следеће године је одиграна прва утакмица између Оксфорда и Кембриџа. Брзо су почеле да се организују и утакмице на националном нивоу на британском острву. Једно од најпознатијих такмичења садашњи куп 6 нација иницијално је кренуо као куп 4 нације (Енглеска, Шкотска, Ирска и Велс) да би јој се 1910. придружила Француска, а 2000. Италија. У првој одржаној утакмици тог купа, 1883. године, Енглеска је победила Шкотску. То такмичење се, изузев прекида за време оба светска рата, непрекидно одржава и до данас.
У почетној фази рагби спорта доминирао је један велики проблем. Покретачи рагби спорта, џентлмени и индустријалци који су завршавали колеџе и имали висока образовања, били су у друштвено социјалној подели, која је тада била јако изражена, највиша класа. Имали су доста новца и висок друштвени рејтинг. Они су сматрали да рагби спорт треба да буде аматерски. Други слој друштва који је био слабо образован и сиромашан и који је чинио радничку класу, тражио је да то буде плаћен спорт, тј професионализован. Проблем аматеризма и професионализма је био најупечатљивији на проблему суботње дневнице. Радници, од којих је највише било рудара са севера британског острва, морали су да раде и суботом, а суботом су се играле утакмице. Уколико радник не оде на посао а оде да игра утакмицу, неће добити суботњу дневницу, а по аматерским принципима, не може од Уније да добије новац за одигравање утакмице. Проблем је решен тако што је 29. августа 1895. дошло до раздвајања у Рагби унији. Група клубова која је била за рефундирање суботње дневнице основала је своје удружење Рагби лигу, док су аматерски принципи остали чврсто да важе у Рагби унији. Они су се задржали више од сто двадесет година, и тек је у последњих десет година Светска рагби федерација (IRB) скинула ограничење аматеризма. Да би се рагби игра у рагби лиги разликовала од рагби игре уније смањен је број играча са 15 на 13 и нека правила су поједностављена. Зато се код нас такмичење Рагби лиге у жаргону зове Рагби XIII.
Рагби XВ је у програму Олимпијских игара био 1900, 1908, 1920. и 1924. године. Највећу популарност је рагби постигао у Енглеској, Аустралији, Новом Зеланду, Јужној Африци, Француској, Италији и Румунији, тако да су све ове земље остваривале најбоље резултате на такмичењима. До 1987. године, одржавала су се такмичења за Веб Елис куп (по имену родоначелника овог спорта), а од те године назив је промењен у Светски рагби куп. Првенства се одржавају сваке четири године од 1987. године. Домаћинства по правилу дели више земаља, с тиме да постоји „главни домаћин“, код којега се одигра већина утакмица и „помоћни домаћини“, суседне земље у којима се одигра једна или више утакмица.
Куп три нације (енгл. Rugby Union Tri Nations Series) је међународно рагби такмичење које се сваке године игра између Аустралије, Новог Зеланда и Јужноафричке Републике. Прво такмичење одржано је 1996. и освојили су га „All Blacks“ - популарни назив за репрезентацију Новог Зеланда.

## О спорту
У програму Олимпијских игара био је 1900, 1908, 1920. и 1924. године. Највећу популарност рагби је постигао у Енглеској, Аустралији, Новом Зеланду, Јужној Африци, Француској, Италији и Румунији, тако да су све ове земље остваривале највеће резултате на такмичењима. До 1987. године, одржавала су се такмичења за Веб Елис куп (по имену родоначелника овог спорта), а од те године назив је промењен у Светски рагби куп.
Рагби се игра на терену димензија: 100m дужине и 70m ширине. Гол у рагбију је у облику латиничног слова Н. Лопта је јајастог облика, и најчешће се састоји од 4 панела.
Постоје 2 главне верзије рагбија: рагби 13 и рагби 15 (Rugby League и Rugby Union). Поред броја играча разликују се и по правилима. Две струје разликују се међу собом као два различита спорта, са различитим савезима. Постоје и верзије са мање играча - рагби 7 по правилима рагби 15 и рагби 9 по правилима рагбија 13. Ове верзије се одликују са мањим бројем контаката, бржом игром и трају краће. У последње време постаје јако популаран и рагби на песку (beach rugby).
Најосновније правило свих рагбија је да се лопта не сме бацати унапред, осим када се шутира. Циљ игре је пренети лопту у противнички гол простор - есеј. За то се добија одређен број поена, а затим се шутира претварање за мањи број поена. Тачан број поена зависи од рагбија до рагбија. Ако у рагбију лопта оде напред, судија досуђује скрам за противничку екипу.
Основна разлика између 2 спорта је у томе што када играч буде оборен у рагбију 13 игра се play the ball, а у рагбију 15 формира се рак. Приликом play the ball-a 2 играча нападачког тима стају један иза другог, а још 2 одбрамбена играча исто тако стају наспрам њих. Одбрамбени тим се повлачи 10 метара уназад. Само извођење се врши тако што први нападачки играч (онај који је оборен) лагано шутне лопту играчу иза њега, а овај даље може сам да игра или да додаје даље. Код рагбија 15 оборени играч је дужан да пусти лопту, и формира се рак. Циљ и једне и друге екипе је да прегурају противника и да лопта остане иза њихових ногу. У рагбију 13 у једном нападу играчи нападачке екипе могу бити оборени највише 6 пута, после чега морају да предају лопту противничком тиму, а у рагбију 15 могу бити обарани неограничен број пута.

## Култура

### Земље домаћини
У Енглеској, рагби уније су опште прихваћена као класни спорт, који првенствено играју припадници више и средње класе. На пример, многи ученици јавних и граматичких школа играју у рагби унији, мада игра (која је имала дугу историју играња у државним школама до 1980-их) постаје све популарнија у данашњим свеобухватним школама. Упркос овог стереотипа, игра је популарна међу свим класама у западним деловима Енглеске. За разлику од тога, рагби лига је традиционално виђена као активност радничке класе. Још један изузетак рагби унијског стереотипа више класе је виђен у Велсу, гдје је игра традиционално повезана са ситним сеоским тимовима састављеним од рудара угља и других индустријских радника који су је играли у слободним данима. У Ирског, рагби унија је уједињавајућа сила која премошћава националне и секташке поделе, при чему ирски међународни тим представља оба политичка ентитета.
У Аустралији, подршка за оба кода је концентрисана у Новом Јужном Велсу, Квинсленду и Аустралијској престоничкој територији. Иста перцепција класне баријере која постоји између две игре у Енглеској такође је присутна у овим државама, подстакнута угледом и подршком рагби синдиката у приватним школама.
Изузеци од горенаведеног укључују Нови Зеланд (иако се рагби лига и даље сматра игром ниже класе од стране многих или игара за „западњаке“ што се односи на западна предграђа Окланда насељена нижом класом и однедавно, на јужни Окланд где је игра исто тако популарна, Велс, Француску (изузев Париза), Корнвол, Глостершир, Самерсет, Скотиш Бодерс, округ Лимерик (погледајте Манстер) и на Пацифичким острвима, где је рагби унија популарна у заједницама радничке класе. Упркос тога, рагби лига се сматра игром радничке класе у северној Енглеској, и у аустралијским државама Нови Јужни Велс и Квинсленд.
У Уједињеном Краљевству, навијачи рагби уније понекад користе термин „рагер“ као алтернативно име за спорт, мада је тај архаични израз у незнатној употреби од 1950-их или раније. Новозеланђани називају рагби унију било једноставно „рагби“ или „унија“, или чак једноставно „фудбал“, а рагби лигу као „рагби лига“ или „лига“. У САД се људи који играју рагби понекад називају рагерсима, што је термин који се мало где другде користи изузев у шаљивом смислу.

### Рагби у Србији
У Србији се рагби појавио после Првог светског рата. Први клуб Орао основан је у Шапцу 1919. године, а оснивање је иницирао Маринко Ђорђевић — Маша. Он се са рагбијем упознао у Француској за време Првог светског рата. Имали су сопствено рагби игралиште на Дудари. Клуб је престао да постоји током 1923. године. При спортском клубу Југославија у Београду, на иницијативу Јована Ружића, првог Србина који је наступио на Олимпијским играма 1920. године у Антверпену за фудбалску репрезентацију Југославије, основана је рагби секција - први тренинг се помиње у априлу 1921. Јован Ружић се први пут са рагбијем срео такође у Француској. СК Југославија је у октобру 1923. године на игралишту које се налазило на месту данашњег хотела Метропол одиграо прву рагби утакмицу у Србији против морнара са Енглеског ратног брода Глодур. Данас је рагби маргиналан аматерски спорт у Србији, тек рекреативна забава и хоби за децу.

### Интернационално
У Француској је рагби широко заступљен, а исто тако снажна традиција постоји у Баскији, Окситанији и каталонским областима дуж граничних региона између Шпаније и Француске. Игра је веома популарна у Јужној Африци, где су је увели англофилни насељеници у 19. веку. Британски колонисти су исто тако донели ову игру са собом у Аустралију и Нови Зеланд, где је широко заступљена. Она се раширила по већем делу Полинезије, са посебно великом популарношћу на Фиџију, Самои, и Тонги. Рагви унија исто тако наставља да расте у Америкама и деловима Азије.

## Рагби клубови у Србији

### Активни рагби 15 клубови
- Рагби клуб Војводина
- Рагби клуб Лозница
- Рагби клуб Динамо Панчево
- Рагби 15 клуб Крушевац
- Рагби клуб Рума
- Рагби клуб Петровград
- Градски рагби клуб Вршац
- Рагби клуб Рад
- Београдски Рагби Клуб Црвена звезда
- Рагби клуб Партизан

### Рагби 13 клубови
- Рагби лига клуб Црвена звезда
- Рагби 13 клуб Дорћол
- Рагби 13 клуб Раднички Београд
- Рагби 13 клуб Јединство Панчево
- Рагби 13 клуб Нови Београд
- Рагби 13 клуб Раднички Нова Пазова
- Рагби 13 клуб Цар Лазар Крушевац
- Рагби 13 клуб Ниш
- Рагби 13 клуб Подбара Нови Сад
- Рагби 13 клуб Стари Град Београд
- Рагби 13 клуб Соко Врање
- Рагби 13 клуб Морава Гепарди Лесковац
- Рагби 13 клуб Змај Земун
- Рагби 13 клуб Партизан

### Угашени рагби клубови
- Рагби клуб Бели Орао Шабац
- Рагби клуб при Спортском Друштву Југославија
- Рагби клуб Слобода Београд
- Рагби клуб Наша Крила Земун
- Рагби клуб Авала
- Рагби клуб Београдски Универзитет